# 日興染織
株式会社日興染織は、京都府城陽市久世荒内に本社がある、プリント生地の製造や、販売を行う会社である。

## 概要
1967年10月に創業された。代表取締役は安田健一で、2020年6月現在、従業員数は49名である。
衣類などに使用されるプリント生地を製造する会社であり、会社の特色として、デザインから完成に至るまでの全工程を手がける。素材の提案やデザインを活かし、国内外のトレンドを取り入れた最新のプリント生地を制作している。

## 沿革
- 1967年10月、京都市南区八条源町45に日興染織創業。
- 1973年4月、京都市伏見区深草西浦町7-10に移転する。
- 1977年10月、株式会社日興染織を設立。資本金は20,000千円。
- 1978年4月、京都府城陽市久世荒内188-1に工場開設。
- 1979年10月、上記工場所在地に本社移転。
- 1989年8月、資本金25,000千円に増資。
- 1991年1月、資本金30,000千円に増資。
- 1998年3月、資本金50,000千円に増資。
- 1999年1月、京都府城陽市久世荒内113に本社および工場を新設。
- 2006年6月、原宿に東京支店オープン。
- 2006年6月、インクジェット1号機導入。
- 2014年2月、東京支店が、現在地目黒に移転。
- 2016年3月、インクジェット2号機導入。
- 2019年5月、インクジェット3号機導入。
- 2019年12月、オープンソーパー連続水洗機を更新。
- 2020年3月、IJ専用前処理機を導入。